# Aeternus
Aeternus är ett norskt death metal / black metal-band som grundades år 1993 i Bergen av Ronny Hovland och Erik Hæggernes.

## Medlemmar
Nuvarande medlemmar
- Ares (Ronny Brandt Hovland) – sång, gitarr (1993– ), basgitarr (2012– )
- Phobos (Elefterios Santorinios) – trummor (2007– )
- Eld (Frode Kilvik) – basgitarr (2013– )
- Gorm (Henning Berg) – gitarr (2019– )

Tidigare medlemmar
- Cathrine Bauck (Kathrine Bauck Nordeide) – slagverk
- Ørjan – basgitarr (1993–?)
- Vassago Rex (Willie René Løkkebo Skåtun) – trummor (1993)
- Vrolok (Erik Hæggernes) – trummor (1993–2006)
- Morrigan (Nicola Trier) – basgitarr, synthesizer, keyboard (1996–2001)
- Lava (Radomir Michael Nemec) – gitarr (1999–2004)
- V'gander (Ørjan Nordvik) – basgitarr (2001–2012)
- Stanley (Stian Johannessen) – gitarr (2004–2005)
- Dreggen (Dag Terje Anderson) – gitarr (2005–2010)
- S. Winter – trummor (2006–2007)
- Specter (Tim August Birkeland) – gitarr, basgitarr (2010–2017)

Turnerande medlemmar
- Døden (Ove Sæbø) – gitarr (1997)
- Torgrim Øyre – gitarr (1999)
- Skyggen (Błażej Kazimierz Adamczuk) – basgitarr (2012)
- Mads Mowinckel – basgitarr (2018– )
- Gorm (Henning Berg) – gitarr (2018–2019)

## Diskografi
Demo
- 1994 – Walk My Path
- 2002 – Demo 2002

Studioalbum
- 1997 – Beyond the Wandering Moon
- 1998 – ...and So the Night Became
- 1999 – Shadows of Old
- 2001 – Ascension of Terror
- 2003 – A Darker Monument
- 2006 – HeXaeon
- 2013 – ...and the Seventh His Soul Detesteth
- 2018 – Heathen

EP
- 1995 – Dark Sorcery
- 1998 – Dark Rage

Singlar
- 2018 – "Boudica"

Samlingsalbum
- 2000 – Burning the Shroud